# Ruch na Rzecz Społeczeństwa Demokratycznego
Ruch na Rzecz Społeczeństwa Demokratycznego (kurd. Tevgera Civaka Demokratîk, TEV-DEM; arab. حركة المجتمع الديمقراطي, syr. ܙܘܥܐ ܕܟܢܫܐ ܕܝܡܩܪܐܛܝܐ) – jest lewicową organizacją zrzeszającą partie polityczne działające w północnej Syrii. Założona dnia 16 stycznia 2011 w celu zorganizowania społeczeństwa syryjskiego w ramach systemu demokratyzmu konfederalistycznego. Razem z Partią Unii Syriackiej (SUP) oraz Asyryjską Partią Demokratyczną (ADP) tworzą koalicję rządzącą w ramach Syryjskiej Rady Demokratycznej.
W 2023 przewodniczącymi organizacji byli Xerîb Hiso oraz Rûken Ehmed.